# Kryteria efektywności ekonomicznej analizy prawa
Kryteria efektywności ekonomicznej analizy prawa – wskaźniki wskazujące na cechy decydujące o tym, że dany stan rzeczy charakteryzuje się brakiem marnotrawstwa zasobów.
Kryteria efektywności należy odnosić do stanu rozmieszczenia zasobów (alokacji), który występuje obecnie lub ma wystąpić dopiero w przyszłości. Kwalifikacja określonego stanu rzeczy z perspektywy efektywności polega na zidentyfikowaniu pewnej alokacji, a następnie przesądzeniu, przy użyciu danego kryterium efektywności, czy posiada ona cechy, które wedle tego kryterium decydują o efektywności. Za przykład może posłużyć kryterium efektywności Pareto, które uzależnia efektywność alokacji od tego, czy w wyniku dokonania realokacji zasobów można poprawić sytuację jakiejkolwiek osoby bez pogarszania sytuacji innej osoby. Stan ten, według kryterium Pareto, stanowi miarodajną cechę do oceny efektywności danej alokacji. Jeżeli analizowana alokacja posiada tę cechę, wówczas na podstawie kryterium efektywności Pareto można przesądzić jej efektywność.

## Problem definiowania efektywności
Problem definiowania efektywności jest równoznaczny z problemem pomiaru efektywności. Dlatego też kryteria efektywności, czyli mierniki efektywności są utożsamiane z pojęciem efektywności i dlatego mówi się o kryterium efektywności Pareto lub równoważnie o efektywności Pareto. Taki stan rzeczy wynika z tego, że efektywność jest pojęciem odnoszonym do pewnej właściwości stanu rzeczy, a w zależności od przyjętego sposobu pomiaru (przyjętego kryterium) można tę właściwość określać na różne sposoby.

## Kryteria efektywności w prawie
Na gruncie prawa kryteria efektywności mogą służyć do oceny efektywności skutków określonych regulacji prawnych.

## Klasyfikacja kryteriów efektywności ekonomicznej analizy prawa
Kryteria efektywności ekonomicznej analizy prawa zostały sklasyfikowane przez J. L. Colemana w następujący sposób:
- kryteria końcowego rezultatu (z jęz. ang. end-result principles).

Kryteria końcowego rezultatu odpowiadają na pytanie, jaki jest obecny stan rzeczy, który jest efektywny bądź nieefektywny.
Można tu zaliczyć koncepcję optimum Pareto.
- kryteria historyczne (z jęz. ang. historical principles).

Kryteria historyczne odpowiadają na pytanie, czy dana zmiana w sferze alokacji dóbr zbliża nas do optimum Pareto.
Można tu zaliczyć kryteria Pareto-ulepszenia, Kaldora-Hicksa i Posnera.